# قرار مجلس الأمن التابع للأمم المتحدة رقم 492
قرار مجلس الأمن التابع للأمم المتحدة رقم 492، الذي تم تبنيه بالإجماع في 10 تشرين الثاني / نوفمبر 1981، بعد دراسة طلب أنتيغوا وبربودا للانضمام إلى عضوية الأمم المتحدة، أوصى المجلس الجمعية العامة بقبول أنتيغوا وبربودا.